# Joachim von Zedtwitz
Hrabě Joachim Ulrich Max August von Zedtwitz (11. června 1910 ve Vídni – 10. října 2001 v Götighofen, Thurgau) byl lékař, internista a přesvědčený antinacista, který byl vyznamenán titulem Spravedlivý mezi národy za pomoc ohroženým Židům z nacisty obsazeného českého území. Pocházel z rodu Zedtwitzů.
V době anšlusu Rakouska v roce 1938 se nacházel v Praze jako student zdejší německé univerzity. V Praze se seznámil s Milenou Jesenskou a po 15. březnu 1939 z jejího bytu v Kouřimské ulici organizoval útěk ohrožených Židů z jejího okolí. Uprchlíky převážel vlastním automobilem do blízkosti Moravské Ostravy, kde je předával převaděčům, kteří je dostali do Polska. Po 1. září 1939 byla tato cesta uzavřena.
V březnu 1940 byl zadržen gestapem a vyslýchán jako známý Mileny Jesenské. Jeho pomoc uprchlíkům však odhalena nebyla. Z vězení byl propuštěn v srpnu 1941, když simuloval psychické onemocnění. Nějaký čas pobýval v psychiatrických zařízeních a pak působil jako lékař v různých německých městech, přičemž byl v kontaktu s jednou odbojovou skupinou v Berlíně.
Po roce 1945 žil v Československu a po únoru 1948 odešel do Švýcarska. Rakouského občanství se zřekl po anšlusu a nikdy o něj znovu nežádal, takže byl bez státního občanství, dokud nezískal švýcarské.